# 여호와의 증인
여호와의 증인(영어: Jehovah's Witnesses)은 19세기 미국의 재야 성서학자 찰스 테이즈 러셀을 중심으로 자생적으로 결성된 기독교 회복주의를 지향하는 반삼위일체 종교단체이다. 이들은 삼위일체론과 영혼 불멸, 지옥불 사상은 성경의 가르침이 아니라 이교의 혼합된 교리라고 보아 인정하지 않는다. 따라서 예수를 하느님과 동일하거나 동등하다고 여기지 않는다. 여호와의 증인은 천주교, 정교회, 개신교 등 기독교의 다른 교파들과 구분되며 기성 교파에서 파생된 분파가 아니라 1세기의 초기 그리스도교를 재확립했다고 주장한다. 세상의 정치 문제에서 중립을 유지한 예수를 본받아 정치 활동을 하지 않으며 정치적 중립을 지킨다고 말한다. 성직 계급과 십일조가 없는 것이 특징이다. 2022년을 기준으로, 약 870만 명의 회원수를 보고하고 있으며 2019년 기준 대한민국에는 102,456명의 신자들과 1,266개의 회중이 있다. 공식사이트에서 제공하고 있는 언어는 현재 1091개이다.

## 명칭
여호와의 증인 공식 웹사이트: jw.org에 따르면 그들이 ‘여호와의 증인’이란 명칭을 쓰는 이유를 다음과 같이 밝힌다.
성경에서 알려 주는 것처럼, 여호와는 하느님의 고유한 이름 입니다. (출애굽 6:3; 시 83:18) 증인이란 자신이 옳다고 확신하는 견해나 사실을 공개적으로 알리는 사람을 가리킵니다.

따라서, 여호와의 증인이라는 이름은 우리가 모든 것의 창조주이신 여호와에 관한 사실 즉 진리를 공개적으로 알리는 그리스도인들로 이루어진 집단이라는 것을 나타내 줍니다. (계시 4:11) 우리는 우리가 살아가는 생활 방식을 통해 그리고 성경에서 알게 된 사실을 다른 사람들에게 전해 주는 일을 통해 증인의 역할을 수행합니다.—이사야 43:10-12; 베드로 전서 2:12

## 역사

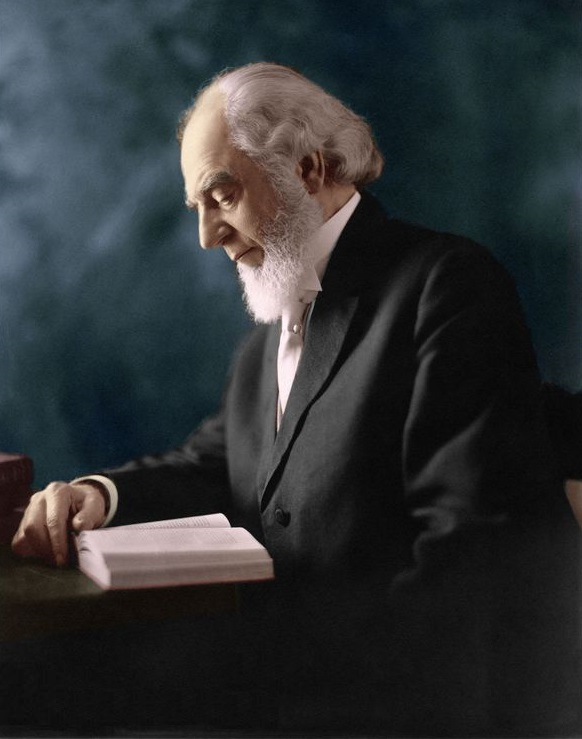
찰스 테이즈 러셀. (1852~1916)

1870년 찰스 테이즈 러셀에 의해 미국에서 성경 연구 모임이 조직되면서부터 시작되었으며, 1872년에 펜실베이니아주 피츠버그에 국제 성서 연구자 협회를 설립하였고, 현재는 워치타워성서책자협회라는 종교법인체로 등록되어 활동하고 있다. '여호와의 증인'이라는 명칭은, 성경의 "여호와의 말씀이다. "너희는 나의 증인들, 내가 선택한 나의 종이다…""(이사야 43:10, 「신세계역」)라는 내용과 예수도 하느님의 "충실하고 참된 증인"이라고 언급한 내용(계시록 3:14, 「신세계역」) 등에 근거하여 1931년에 공식 채택 사용하기 시작하였으며, 그들 종교와 신도들을 일컫는 이름이 되었다. 그 이전까지는 "성경 연구생"으로 불렸다. 이들은 각자 개인 생업에 종사하면서 모두가 자원하여 성경 교육 활동을 하는데, 가정을 방문하여 전도하거나 가두에서 무료 출판물 배포 전시대를 놓고 전도를 하기도 한다.

### 한반도 전래
한반도에는 1912년 여호와의 증인 선교인 R. R. 홀리스터에 의해 전파되기 시작하여, 강범식이 한국인으로서는 최초로 여호와의 증인이 되었다. 1945년 일제가 패망할 때까지 수십 명의 한국인들이 여호와의 증인 신도가 되었으며, 대부분 천황숭배 거부 및 양심에 따른 병역거부로 옥고를 치렀다. 그 중 유명한 것이 '등대사 사건'으로 정부기관이 편찬한 여러 독립운동사에 일제 말기의 주요한 저항 중 하나로 기록되어 있다. 한국 전쟁 이후인 1953년 여호와의 증인 및 워치타워 성서책자 협회 대한민국 지부가 설립되었고, 1970년대부터 대한민국 내 여호와의 증인 신도 수가 급격히 증가하였다고 한다.

## 활동
이들은 성경을 비롯해 서적과 팸플릿, 잡지 등 다양한 성경 출판물들을 발행하여 전 세계에 무료로 배부하고 있으며, 가정 방문 무료 성경 연구 프로그램도 제공하고 있다. 이러한 모든 출판물 발행과 세계적 성경 교육 활동에 대한 비용은 자진적인 기부로 충당된다. 주요 출판물로는 정기적으로 발행되는 16면 혹은 32면 잡지 형식의 파수대와 깨어라 지가 있다. 파수대의 경우 2020년 1월 기준, 매월 매호 357개 언어로 93,281,789부가 발행되고 있으며 깨어라의 경우 2017년 12월 기준, 매월 매호 한국어 포함 221개 언어로 93,334,000부가 발행되고 있다. 또한 성경 원어에서 번역 발행한 신세계역 성경이라는 번역판을 사용하고 있는데, 이 성경은 2014년 기준, 한국어를 포함해 185개 이상의 언어로 2억2천700만 권 이상 발행 배포되었다.

## 조직

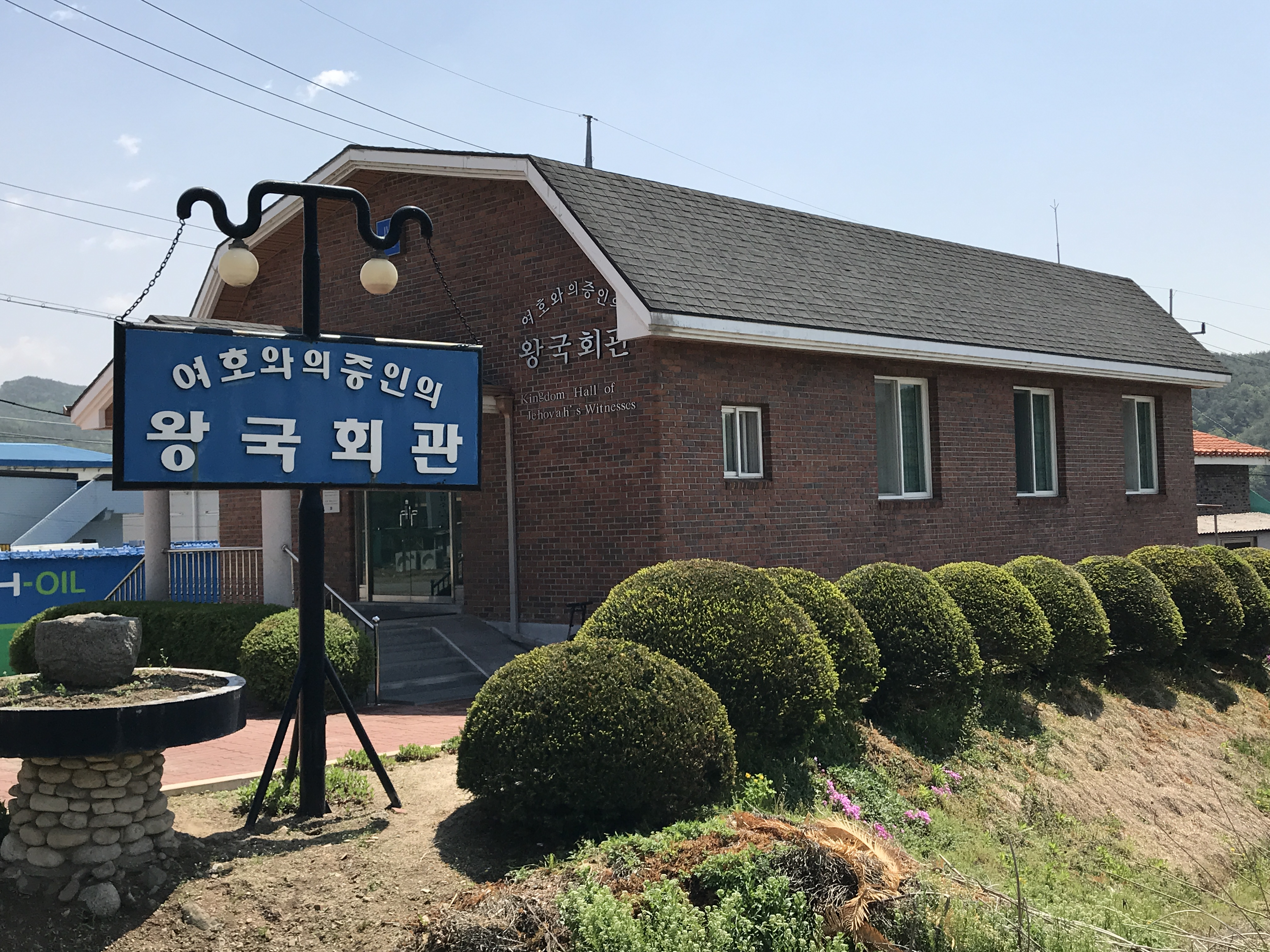
여호와의증인청일왕국회관

조직구조로는 중앙집권적인 조직이며, 중앙장로회의 일원들이 의사결정권을 지닌다. 지역 회중은 중앙장로회의 지시를 따른다. 여호와의 증인들은 1세기 그리스도인들이 ‘예루살렘에 있었던 사도와 장로들’이 중요한 결정을 내리고 감독할 권한을 인정한 것처럼, 전 세계 여호와의 증인들을 위해 지침을 베푸는 중앙장로회의 권한을 인정한다. 2015년 4월 기준으로, 중앙장로회 성원들은 새뮤얼 허드, 제프리 잭슨, 스티븐 레트, 게리트 뢰시, 앤서니 모리스 3세, 마크 샌더슨, 데이비드 스플레인의 7명의 남자들로 구성되어 있다. 이들은 스스로를 여호와의 증인 조직의 지도자라 생각하지 않으며, 여호와께서 회중(교회)들의 머리로 임명하신 예수를 지도자로 여긴다. 이들은 '예루살렘의 사도들과 장로들'이 결정을 내릴 때 성서를 최종권위로 인정하였듯이,
성경을 결정의 근거로 삼는다. 이들은 여호와의 증인의 출판물, 집회, 학교를 통해 주어지는 성경에 근거한 지침을 준비하는 일을 감독하는 일, 공개 전도 활동을 인도하고, 기부된 자산을 사용하는 일을 감독함으로 여호와의 증인의 전 세계적인 활동을 이끈다.
이들은 뉴욕, 브루클린에 소재한 워치타워 협회 본부에서 감독하는 일을 하고 있으며, 다음 여섯 개 위원회를 조직하여 이들이 임명한 보조자들과 함께 일한다. 보조자들은 그들이 배정된 위원회에서 참고할 만한 정보를 제공하고, 위원회의 결정 사항을 시행하며, 그러한 결정이 내려진 뒤 어떤 결과가 있고 어떻게 진척되고 있는지 점검하는 역할을 한다.
1. 조정자 위원회: 법률 문제를 감독하고 재해, 신앙을 이유로 박해를 받는 상황, 여호와의 증인에게 영향을 미치는 그 밖의 긴급한 문제에 조처를 취한다.
2. 인사 위원회: 전세계 지부 성원에 관한 일들을 감독한다.
3. 출판 위원회: 성경 출판물을 생산하고 발송하는 일, 집회 장소나 번역 사무실이나 지부 시설을 건축하는 일을 감독한다.
4. 봉사 위원회: “왕국 복음”을 전파하는 활동을 감독한다.[33]
5. 교습 위원회: 집회, 학교, 오디오·비디오 자료를 통해 제공되는 영적 지침을 준비하는 일을 감독한다.
6. 집필 위원회: 인쇄물이나 웹사이트를 통해 제공되는 영적 지침을 준비하는 일과 번역 업무를 감독한다.

지역에 있는 각각의 교회를 이들은 회중이라 부르는데 장로들로 이루어진 장로의 회가 감독한다. 약 20개의 회중이 모여 순회구를 이루고, 10개 정도의 순회구가 모여 지역구가 된다. 회중들은 순회 감독자로 알려진 여행하는 장로의 방문을 정기적으로 받는다. 각 나라들에는 모든 회중을 관리하는 지부가 있으며 지부들은 뉴욕 브루클린에 위치하고 있는 본부의 인도를 받는다. 대한민국에는 경기도 안성시 공도읍에 지부를 두고 있다. 전 세계 240개의 나라와 지역에 있는 모든 회중의 수는 119,712개이며 대한민국에는 1266개가 있다. 전도 활동을 하는 신자의 수는 전 세계에서 8,816,562명이다.

### 대한민국내 주요 신도
- 백년설 (가수, 1980년 작고)[36]
- 양지운 (성우)
- 김성희 (카라 전 구성원, 보컬 트레이너-양지운의 아들과 결혼.)
- 박원숙 (배우)
- 오미연 (배우)
- 이용준 (뮤지컬배우)
- 장문정 (前 쇼호스트)

## 신세계역 성경
여호와의 증인이 원어에서 번역 발행한 성경 번역판으로 나머지 언어들은 영문판을 기준으로 번역했다. 2014년 기준, 한국어를 포함해 185개 이상의 언어로 2억 800만 권 이상이 발행되었다.
원래의 성경(성서, Bible)은 기원전 1513년부터 기원 98년경까지 거의 1600년간에 걸쳐 기록되었는데, 처음에 사용된 언어는 히브리어와 아람어 그리고 그리스어이다. 이러한 언어를 오늘날의 모든 사람들이 읽을 수 있도록 다양한 언어로 번역하는 일이 이루어졌고, 신세계역 성경은 그러한 번역판들 중 하나이다.
히브리어-아람어 성경(구약), 그리스어 성경(신약) 전체를 통해, 하느님의 이름인 '여호와'(혹은 '야훼'로도 발음)가 원문에는 7000번 이상 언급되어 있는데, 어떤 번역판들에서는 그 이름 대신 '하나님', '주' 등으로 많이 바꿔 놓았지만, 「신세계역」은 성경 전체에 원문 그대로 '여호와'로 다시 복원하여 7,216번 표기한 것이 특징이다.

## 논란
대한예수교장로회(통합) 제86회 총회는 "신앙양심을 빙자한 집총거부나 병역거부는 용납할 수 없다"라며 이 종교를 이단으로 결의하였다.
이에 대해 여호와의 증인은 "서로 사랑하라"라는 예수의 가르침을 따르는 것으로 "다른 나라에 있는 자신의 형제나 자매를 죽이는 전쟁에 결단코 참여하지 않을 것"이며 그에 더해 양심적 병역거부는 "전쟁과 군복무를 거부한 초기 그리스도인들의 본을 따르는 것"이라고 말한다. 칼을 잡는 사람은 모두 칼로 망할 것입니다(마태26.52)

### 수혈 거부
레위기에서 "피를 먹지 말라"라는 율법의 대목과 1세기 이후 그리스도인들에게 재차 명령한 사도행전 15:20의 "목매어 죽인 것과 피를 멀리하라"라는 내용 등을 근거로 수혈 치료를 거부하고 있다. 대신 무수혈 치료를 통해서 모든 의학적 조치를 하며, 수혈 거부에 대한 대중의 통념적인 거부감에 대해서는 오해이며 잘못된 정보 때문이라고 주장한다. 이 때문에 무수혈 치료가 가지는 장점을 알리는 주요 단체 중 하나가 여호와의 증인이며, 동시에 수혈을 대체할 수 있는 여러 의학 활동들에 투자를 하는 단체이기도 하다. 하지만 무수혈치료를 여호와의 증인이 아닌 사람들 까지도 선택하려고 하는 이유는 신념이기보다는 절개 흉터나 회복기간을 최소화하길 원하기 때문으로 볼 수 있고, 중외상환자나 대량 실혈을 한 응급환자에겐 무수혈치료가 소용이 없는 등 기술적 한계는 존재한다는 주장도 있다. 이에 대해 여호와의 증인은 대량 실혈 및 응급환자들에게도 똑같이 무수혈 치료가 많이 시행되고 있으며, 치료 성공율이나 사망율이 수혈 치료와 비교하여 차이가 없다고 주장한다.
대한민국의 여러 종합병원에서 무수혈 수술을 받을 수 있다. 부천 세종병원은 "종교적 신념으로 수혈을 수용하지 않는 여호와의 증인들이나 최근 수혈로 인한 AIDS, B형 간염 등의 부작용이 발생함으로 인해 수혈 기피 현상이 부각되어 무수혈 수술의 의미가 점점 커지고 있는 현 시점에서 세종병원은 이미 1986년부터 무수혈 수술을 시술해 왔고, 특히 무수혈 수술 시도는 심장수술을 포함한 일반수술에 큰 변화를 가져와 무수혈 센터를 확장 운영하고 있다."라고 말하고 있다. 순천향대학교 서울병원은 "2010년 10월 기준으로 무수혈센터 개소 10년 만에 2천 건의 무수혈 수술을 시행했다"라고 밝힌 바 있다. 그 외에도 국내 대형병원 20여 곳에서 무수혈 센터를 두고 누구나 무수혈로 치료를 받을 수 있도록 하고 있다.

#### 관련 사건
1980. 9. 24 대법원은 79도1387 판결에서 전격성간염에 걸려 장내출혈로 수혈이 필요한 11세 딸에 대해 수혈이 최선의 치료방법이라는 의사의 권유를 자신의 종교적 신념이나 후유증 발생의 염려를 이유로 거부하고 병실에서 환자에게 수혈을 하려고 하는 의사에게 항의하여 수혈을 막음으로서, 사리를 변식할 능력이 없다고 보여지는 딸을 사망하게 한 사건에 대해 생모에게 요부조자를 위험한 장소에 유기한 것과 다름 없다는 판단을 하여 유기치사라고 판시한 바 있다.
이 사건과 관련하여 한겨레21 제847호에서는 환자의 자기결정권에 주목해 수혈 거부 환자를 변호해온 오두진 변호사는 "여론에 떠밀린 대법원이 논리를 비약시켜 유죄를 인정했다"라고 지적했다고 보도했다. 또한 동 보도에서는 여호와의 증인이 수혈대신 무수혈 치료를 요구하는 것에 대해 2010년 유럽인권재판소가 "여호와의 증인 신도는 치료를 완전히 거부하는 것이 아니라 건강이 회복되기를 희망하는 가운데 여러 가지 의료 시술에 대한 선택권을 행사하는 것이므로, 죽음을 앞당기기 위해 치료를 중단하는 것과는 전혀 다르다"라며 무수혈 치료 요구를 환자의 자기결정권 행사로 규정하였음을 언급하였다.
2010년 10월 21일 종교와 의학적인 이유로 어린 딸이 수혈 받는 것을 거부한 부모에게 법원이 종교보다 자녀의 생명권이 더 중요하다며 수혈하라는 판결을 내렸지만 부모는 무수혈 치료를 계속 요구했으며, 이미 1억원 가까이의 치료비용을 부담하면서 해당 병원에서 입원치료를 시키고 있었다. 그러나 병원은 무수혈을 거부하고 계속해서 수혈을 강행하기 위해 법적 수단까지 강구하기에 이르렀으며, 결국 부모는 아이를 살리기 위해 심장수술을 무수혈로 한 경험이 있고 기꺼이 치료해 주겠다는 서울대 병원으로 옮기기로 결정하였다. 그러나 아기는 2010년 12월 10일 서울대 병원으로 옮겨져 무수혈 수술을 받기 전, 심장이나 무수혈과는 상관없는 이미 세균 감염에 의한 패혈증 상태였으며, 그로 인해 사망하게 되었다. 따라서 처음의 병원에 대해 책임은 없는지 조사가 필요하게 되었다.
2007년 62세 여성 신도가 무수혈 고관절 수술을 받다 숨졌다. 수술전 환자는 “수혈을 원치 않는다는 의지가 확고하며 모든 피해에 대해 의료진에게 민·형사상 어떤 책임도 묻지 않겠다”라는 각서를 썼다. 하지만 신도가 아닌 다른 가족들이 의사에게 책임이 있다며 소송을 제기하였다. 2014년 6월 26일 대법원은 “환자의 생명과 자기결정권을 비교형량하기 어렵거나 적어도 동등한 가치가 있을 때에는 의사가 어느 하나를 존중하는 방향으로 행위했다면, 그 행위는 처벌할 수 없다”라며 무죄를 확정 선고했다.
그에 더해 같은 판결문에서 재판부는 "환자의 자기결정권도 인간의 존엄과 가치 및 행복추구권에 기초한 가장 본질적인 권리이므로 특정한 치료방법을 거부하는 것이 자살을 목적으로 하는 것이 아니고 그로 인해 침해될 제3자의 이익이 없다면 자기결정권에 의한 환자의 의사도 존중되어야 한다"라며 "의사 역시 이를 고려해 진료행위를 해야 한다"라고 밝혔다. 따라서 수혈치료를 거부하고 무수혈 치료를 요청하는 것은 법에 의해 보호받는 '환자의 치료방법 자기선택권'에 속하는 것임을 분명히 하였다.
이번 대법원의 판결은 대한민국에서 수혈 거부자의 무수혈 치료 선택 권리를 인정한 최초의 판결이어서 주목되었다. "미국인에게 무수혈은 수혈보다 값싸고 안전한 치료법이다." 미국이나 유럽 등 선진국에는 아직 못미치지만 현재 국내에서도 대형병원 20여 곳에 '무수혈 센터'가 있어 무수혈 치료를 누구나 선택할 수 있고 보편화되어 가고 있다. 따라서 여호와의 증인에서는 '수혈보다 안전하고 회복력도 빠르며 합병증 등 부작용이 적은' 무수혈 치료를 요청하는 것으로 "광신도의 집착으로 매도해서는 안된다"라고 말하고 있다.

### 병역 거부
2004년 헌법재판소는 종교적 신념을 위하여 입대를 거부한 여호와의 증인 성도가 '병역법상 양심적.종교적 병역 거부에 따른 대체 복무의 기회를 주지 않는 것은 헌법에 위배 된다'라는 이유로 신청한 위헌심판에서 '양심의 자유가 인격 발현과 존엄성 실현에 매우 중요한 기본권이나 그 본질이 법질서에 대한 복종을 거부할 수 있는 권리가 아니다'라는 결정문과 함께 양심적 병역거부자를 처벌하는 것이 합헌이라고 결론내렸다.
대법원은 종교적 이유로 병역을 기피한 이 종교 신도에게 유죄를 선고했다. 재판부는 “헌법상 기본권의 행사가 국가공동체 내에서 타인과의 공동 생활을 가능하게 하고 다른 헌법적 가치와 국가의 법질서를 위태롭게 하지 않는 범위 내에서 이뤄져야 한다는 것은 양심·종교 자유를 포함한 모든 기본권 행사의 원칙적 한계”라고 지적했다.
이에 대해 여호와의 증인은 유엔(UN)자유권위원회는 "한국이 양심적 병역거부자를 처벌하는 것은 시민,정치적 권리에 관한 국제인권규약 제18조 1항이 정한 사상,양심,종교의 자유 위반"이라고 여러 차례 결정하고 권고한 사실을 언급하며, 유럽인권재판소 역시 유럽 회원국들에 "양심적 병역 거부자들은 유럽 인권 협약에 의해 보호 받는다"고 계속 판결하고 있다고 지적한다. 따라서 '평화와 이웃사랑, 참그리스도교 실천'에 바탕한 이러한 양심적 병역거부 권리는 국제 보편적 인권으로서 지켜져야 한다고 주장한다.
한편, 현대종교는 “여호와의 증인 신도들은 국기에 대한 경례 및 애국가 봉창은 숭배 행위에 속하므로 하면 안된다고 주장한다. 나아가 의무 교육도 포기하며, 국가 공무원이 되는 일은 단호하게 거부한다. 국토 방위를 위한 병역 의무를 기피하고 공공 선거 등 정치 활동에도 전연 참여하지 않는다. 여호와의 증인 신도들이 이러한 반국가적인 행위를 하는 이유는 세상 정부를 사탄 체제로 보기 때문이다”라고 반론한다.
하지만, 여호와의 증인은 다음과 같이 말한다. "우리는 정치에 관여하지는 않지만, 우리가 사는 나라를 다스리는 정부의 권위를 존중합니다. 이러한 태도는 '모든 영혼은 위에 있는 권위에 복종 하십시오'라는 성경의 명령과 일치합니다. 우리는 법을 준수하고, 세금을 납부하며, 국민의 복지를 증진하려는 정부의 노력에 기꺼이 협조합니다. 또한 정권을 전복 하려는 그 어떤 시도에도 가담하지 않습니다." 또한 과거나 지금이나 의무 교육을 포기하는 일은 없으며, '국가 공무원직에서 일하는 사람들도 있다'고 한다. 이들은 반대 종교들에 의해 많은 부분이 왜곡되고 있다고 주장한다.
2018년 6월 28일, 한국의 헌법 재판소는 한국 역사상 처음으로 병역법 5조 1항에 대해 헌법 불합치 판결을 내렸다. 양심적 병역 거부자를 위해 대체 복무 제도를 마련하지 않는 것이 헌법에 어긋난다고 판단하고 2019년 12월 31일까지 양심적 병역 거부자들을 위한 대체 복무 제도를 마련하라고 판결하여 수감 대신 대체 복무를 할 수 있는 길이 열리게 되었다. 이에 2018년 12월에 36개월의 교정 시설(교도소) 근무를 골자로 하는 대체복무안이 확정되어 입법 예고 되었으나, 이에 대한 반발이 일고 있다.

### 중앙 장로회와 신권 조직
여호와의 증인은 자신들의 종교와 중앙 장로회(구 통치체)를 하느님이 인도하는 유일한 신권 조직으로 믿으며, 통치체(현 중앙장로회)에 의해 확립된 교리의 수정에 일반 신자들이 참여할 수 있는 통로가 없다는 주장이 있다. 파수대를 포함한 여호와의 증인의 공식 출판물들에 따르면 통치체(현 중앙장로회)는 교리와 행실의 불일치를 인정하지 않고 공개적으로 교리를 따르지 않는 사람을 피하라고 하고 있다. 또한 이 출판물들은 '확립된 교리와 권고에 대해서는 의심을 가지지 말고 신권 조직으로 믿고 따라야 하며 개인들이 중앙장로회와 독립적인 생각을 가지는 것은 결국 분열을 초래하게 되는 것이며 하느님을 중상하고 반항한 사탄과 같은 행로를 따르는 것이다'라고 주장한다. 또한 여호와의 증인은 공식적인 가르침을 공개적으로 따르지 않음을 천명하는 사람은 '하느님에 의해 심판받게 될 배교자'로 여긴다는 주장이 있다. 2011년 영어와 한국어 등으로 전세계에 동시에 출판된 연구용 파수대에서는 "의사가 치명적인 전염병에 걸린 사람과의 접촉을 피하라고 말한다면, 당신은 그의 말을 이해하고 그 주의 사항을 철저히 따를 것입니다. 그와 마찬가지로 배교자들은 정신적으로 병들어 있으며(mentally diseased), 배교적인 가르침으로 다른 사람들을 감염시키려고 노력합니다. 위대한 의사이신 여호와께서는 우리에게 배교자들과의 접촉을 피하라고 말씀하십니다."라는 표현이 있었는데, 이에 대해 배교자를 "정신병자"로 표현한 것이 영국의 법률을 어긴 것이라는 주장이 있다.
이러한 주장에 대해 여호와의 증인은 "종교에 대해 진지하게 생각하는 사람들은 자신이 선택한 종교를 하느님과 예수께서 받아들이신다고 생각할 것입니다. 그렇지 않다면 그 종교를 믿을 이유가 어디 있겠습니까? 예수 그리스도께서는 여러 가지 길, 즉 여러 종교가 있지만 모두가 구원으로 인도한다고 생각하지 않으셨습니다. 그와는 달리, 예수께서는 "생명으로 인도하는 문은 좁고 길이 비좁아서 그것을 찾아내는 사람들이 적다"라고 말씀하셨습니다. 여호와의 증인은 그 길을 발견했다고 믿습니다. 그렇지 않다면, 그들은 다른 종교를 찾을 것입니다."라고 설명하고 있다. 또한 "성경에 근거한 지침이나 교훈을 베푸는 통치체는 현재 뉴욕 브루클린의 여호와의 증인 국제 사무실에서 일하고 있으며, 오랫동안 증인으로 생활해 온 사람들로 구성되어 있어서 전 세계 여호와의 증인을 운영하고 있다"라고 밝히고 있다. 각 나라에는 이들 본부의 지도를 받는 지부들이 있다. 또한 이들은 배교자가 '정신적으로 병들어 있다"라는 표현은 비유적인 표현으로써 실제로 배교자를 정신병이 있는 환자로 취급한다는 의미가 아닌 것임에 유의해야 한다고 설명한다.

## 같이 보기
- 왕국회관
- 신세계역 성경
- 파수대
- 깨어라
- 찰스 테이즈 러셀
- 양심적 병역 거부
- 원주 왕국회관 화재
- 반삼위일체론
- 무수혈 치료